# Twarogi Lackie
Twarogi Lackie – wieś w Polsce położona w województwie podlaskim, w powiecie siemiatyckim, w gminie Perlejewo.
| SIMC    | Nazwa      | Rodzaj    |
| ------- | ---------- | --------- |
| 0403347 | Kusa Ulica | część wsi |
|         | Zarzecze   | część wsi |

Zaścianek szlachecki Lackie należący do okolicy zaściankowej Twarogi położony był w drugiej połowie XVII wieku w ziemi drohickiej województwa podlaskiego. W latach 1975–1998 miejscowość administracyjnie należała do województwa łomżyńskiego.
Wierni kościoła rzymskokatolickiego należą do parafii Przemienienia Pańskiego w Perlejewie.

## Historia
Wieś założona na początku XV w. Ponieważ w pobliżu istniała wieś Twarogi, zamieszkana przez ruskich bojarów, tę osadę nazwano Twarogi Lackie. Tutejsza szlachta przyjęła nazwisko Twarowski herbu Pilawa.
W XVI wieku dziedziczyło tu wielu Twarowskich, ale również inni właściciele. Nie wszyscy używali nazwisk. Zanotowano np. Siewruka. 
W XIX w. miejscowość w okolicy szlacheckiej Twarogi, o której w źródle zapisano: O tej okolicy ludzie mówią: -Twarogi, złote rogi-, a to z powodu urodzajnych pól i łąk, obszernych wygonów wśród wsi nad rzeką, dogodnych pastwisk, niebrakującej nigdy wody itd. to też szlachta w tej wsi najzamożniejsza z całej parafii [perlejewskiej] i wszyscy są mniej lub więcej wykształceni, czytać nieumiejących nie ma. Według Słownika geograficznego Twarogi Lackie około roku 1884 to: wieś nad rzeczką Pełchówką przepływającą przez środek wsi. Mieszkała tu szlachta oraz 3 włościan. Miejscowość liczyła 42 domy i 226 mieszkańców (116 mężczyzn i 110 kobiet). Zanotowano liczne żyzne pola pszenne, rozległe łąki, las opałowy brzozowy z sosnowym nieco zmieszany.
Na początku XX wieku we wsi 53 domy i 277 mieszkańców, w tym 10. prawosławnych. Miejscowość należała do gminy Skórzec.

## Obiekty zabytkowe
Na terenie Twarogów Lackich w 2007 odkryto cmentarzysko użytkowane od XII do XIV wieku przez słowiańską ludność tych terenów. Znaleziono 35 grobów, w tym kilka w obudowach kamiennych. Kilka grobów ciałopalnych z drugiej połowy XII wieku wskazuje na utrzymywanie się jeszcze wówczas w tej okolicy przedchrześcijańskich obyczajów pogrzebowych. Kilka najlepiej zachowanych grobów zrekonstruowano po wykopaliskach i można je obejrzeć w terenie.